# Rajon Schumilina

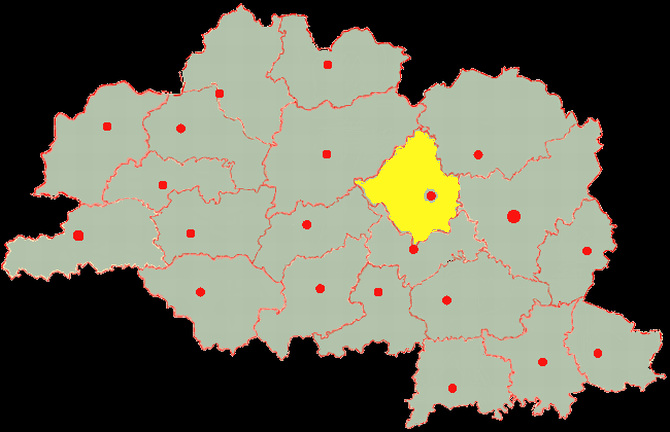
Rajon Schumilina, Karte

Der Rajon Schumilina (belarussisch Шумілінскі раён, russisch Шумилинский район) ist eine Verwaltungseinheit in der Wizebskaja Woblasz in Belarus mit dem administrativen Zentrum in der Siedlung städtischen Typs Schumilina. Der Rajon hat eine Fläche von 1700 km² und umfasst 260 Ortschaften.

## Geographie
Der Rajon Schumilina liegt im Zentrum der Wizebskaja Woblasz. Die Nachbarrajone sind im Nordosten Haradok, im Osten Wizebsk, im Süden Beschankowitschy, im Westen Uschatschy und im Norden Polazk.

## Geschichte
Der Rajon Schumilina wurde am 17. Juli 1924 gebildet.